# Cécile Locatelli

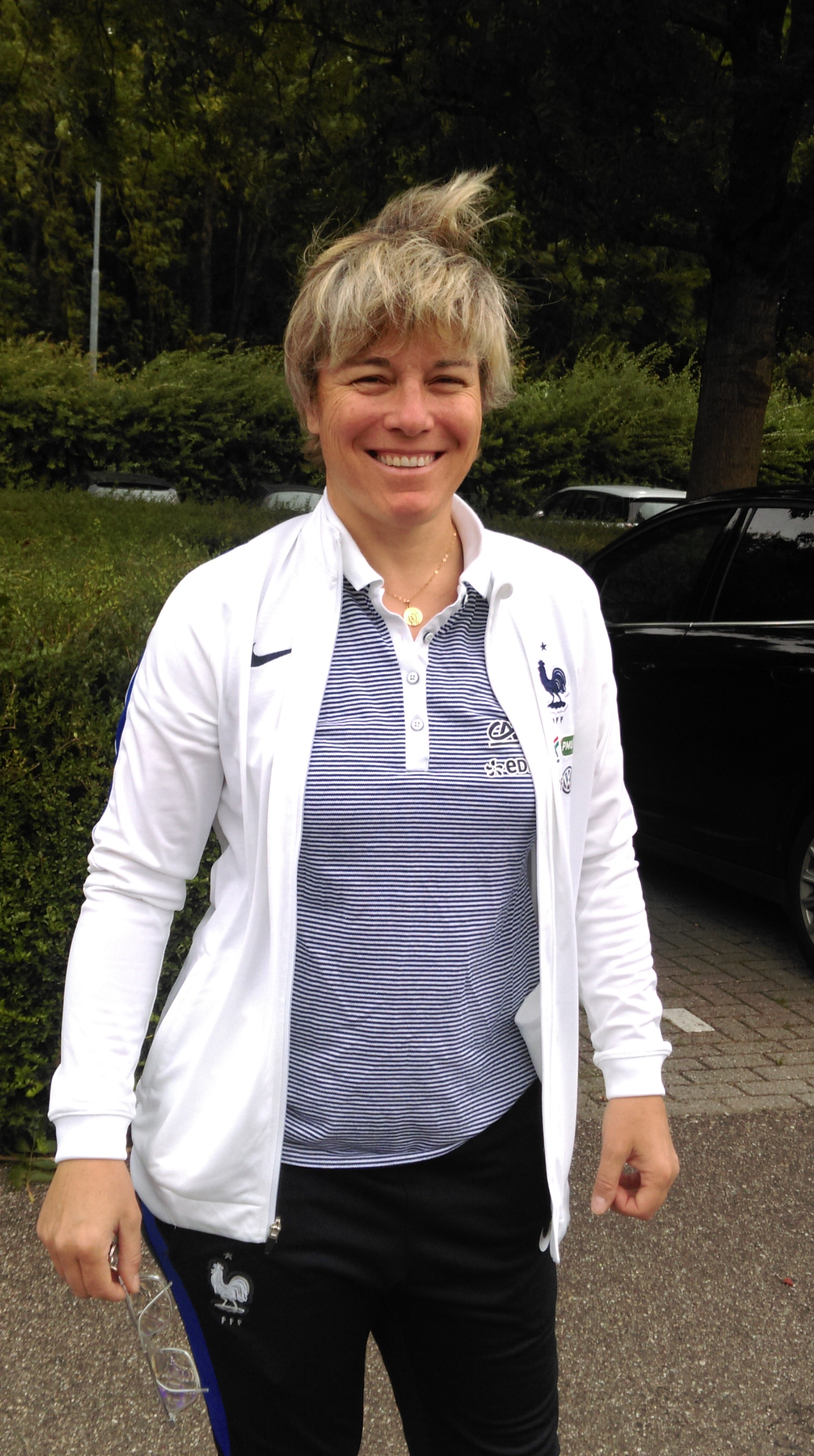
Cécile Locatelli (2017)

Cécile Locatelli (* 12. November 1970 in Grenoble) ist eine ehemalige französische Fußballspielerin, die seit ihrem Karriereende als Trainerin arbeitet.

## Vereinskarriere
Cécile Locatelli spielte in ihrer Jugend nahe ihrer Geburtsstadt bei dem Frauenfußballverein Claix FF. 1989 wechselte sie, 18-jährig, von dort zum FC Grenoble, dessen erste Elf während ihrer drei dortigen Spielzeiten aber nie über die Vorrunde der französischen Meisterschaft hinauskam. Dies änderte sich, nachdem Locatelli, die noch während ihrer Zeit bei Grenoble in der Nationalmannschaft debütiert hatte (siehe unten), sich 1992 – mit der Einführung einer landesweiten ersten Liga, dem Championnat National 1 A – dem FC Lyon anschloss.
Bereits in ihrer ersten Saison gewann die Abwehrspielerin mit dem FCL den französischen Meistertitel und wurde im Jahr darauf Vizemeisterin. 1995 und 1998 folgten zwei weitere Meisterschaften. In den letzten beiden der insgesamt zwölf Jahre, in denen sie Lyon die Treue gehalten hatte, gab es noch zwei weitere zweite Plätze im Abschlussklassement der inzwischen in Division 1 Féminine umbenannten Liga; dazu kamen – ebenfalls 2003 und 2004 – im 2001 neu eingeführten Landespokalwettbewerb zwei weitere Titel hinzu, bei deren Gewinn die inzwischen zur Spielführerin bestimmte Cécile Locatelli jeweils die Siegestrophäe in Empfang nehmen durfte.
Nach dem Saisonende 2003/04 schloss sich die Frauenfußballabteilung des FC Lyon dem Lokalrivalen Olympique an, und auch die inzwischen 33-Jährige ging diesen Weg mit. Mit OL erreichte Locatelli noch zwei weitere Landespokalendspiele, in denen ihre Frauschaft allerdings gegen Juvisy FCF beziehungsweise HSC Montpellier im Elfmeterschießen scheiterte, wobei die Abwehrchefin ihre eigenen Strafstöße jeweils verwandelt hatte. Nach dem zweiten Finale beendete sie 2006 ihre sehr erfolgreiche Spielerinnenkarriere.

### Stationen
- Claix FF (1985–1989)
- FC Grenoble (1989–1992)
- FC Lyon (1992–2004)
- Olympique Lyon (2004–2006)

## In der Nationalelf
Nationaltrainer Aimé Mignot setzte Cécile Locatelli erstmals im März 1992 bei einem Freundschaftsspiel gegen Norwegen in Frankreichs A-Elf ein. Sie wurde dort praktisch auf Anhieb zur Stammspielerin und brachte es bis zum Februar 1998 auf insgesamt 44 A-Länderspiele, in denen sie zudem zwei Treffer (1992 gegen Finnland und 1996 gegen die USA) erzielte.
Mignot berief sie auch in das französische Aufgebot für die Europameisterschaftsendrunde 1997. Bei diesem Turnier bestritt sie alle drei Vorrundenspiele in der Startformation; aufgrund des minimal schlechteren Torverhältnisses gegenüber den Spanierinnen reichte es allerdings nicht zum Weiterkommen. Unter Mignots Nachfolgerin Élisabeth Loisel bestritt sie ihr letztes Länderspiel für die Bleues Anfang 1998 gegen England; danach setzte die Trainerin nicht mehr auf Cécile Locatelli.
Gegen Kontrahentinnen aus dem deutschsprachigen Raum hat sie relativ wenige Partien bestritten – und diese allesamt auswärts –, trug nur bei zwei Niederlagen gegen Deutschland (1992 ein 0:7, 1993 ein 0:3) sowie einem 2:1-Erfolg im Oktober 1997 gegen die Schweiz den blauen Dress.

## Palmarès
- Französische Meisterin: 1993, 1995, 1998 (und Vizemeisterin 1994, 2003, 2004)
- Französische Pokalsiegerin: 2003, 2004 (und Finalistin 2002, 2005, 2006)
- 44 A-Länderspiele, 2 Tore für Frankreich

## Leben nach der Zeit als Spielerin
Cécile Locatelli hat ihre Ausbildung zur Trainerin absolviert, 2007/08 die in der Division 3 antretende zweite Frauenelf von Olympique Lyon sowie 2008/09 gemeinsam mit Hervé Didier die Erstligafrauschaft des RC Saint-Étienne trainiert. Anschließend arbeitete sie zunächst in der Mädchen-Nachwuchsförderung ihrer Heimatregion Rhône-Alpes. Seit 2014 ist sie im nationalen Nachwuchszentrum des Landesverbands FFF in Clairefontaine bei der französischen U-16/U-17-Nationalauswahl der Frauen tätig, zunächst als Assistentin von Guy Ferrier und seit 2015 selbst als Trainerin. Im September 2016 holte der neu ernannte Chefcoach der A-Nationalelf, Olivier Echouafni, sie als kurzzeitige Interims-Assistentin an seine Seite. Bei der Fraueneuropameisterschaft 2017 gehörte sie zum Trainerstab unter Echouafni. Anschließend konzentrierte sie sich wieder ausschließlich auf Frankreichs B-Jugend-Auswahl, die sie unter anderem auf die Qualifikation zur Jahrgangs-Europameisterschaft 2020 in Schweden vorbereitet. Nach dem schwachen Abschneiden bei der U-17-Weltmeisterschaft 2022 – Frankreich schied sieglos bereits in der Gruppenphase aus – wurde sie von dieser Aufgabe entbunden und von Peggy Provost abgelöst.